# Hesione (geslacht)
Hesione is een geslacht van borstelwormen uit de familie van de Hesionidae.

## Soorten
- Hesione eugeniae Kinberg, 1866
- Hesione genetta Grube, 1866
- Hesione intertexta Grube, 1878
- Hesione pantherina Risso, 1826
- Hesione picta Müller in Grube, 1858
- Hesione reticulata Marenzeller, 1879
- Hesione splendida Savigny in Lamarck, 1818
- Hesione steenstrupii Quatrefages, 1866